# Hanako-san
Hanako-san o Toire no Hanako-san (トイレのはなこさん lit. Hanako del baño?) es una leyenda urbana japonesa sobre el fantasma de una niña que habita en el tercer cubículo del baño de damas. Se sabe que es una aparición de dos posibilidades; un fantasma que puede concederte un deseo a cambio de otorgarle algo que valga tu deseo, o la muerte se daría ahí mismo. Así como hay otros que no consiguen invocarle, se dice que es un fantasma de una persona que murió joven (aunque su edad de muerte es desconocida se dice que alrededor de los 8-11 años de edad), por lo que es más bizarro y juguetón que muchos otros.

## Leyenda
Según la leyenda, cuando una persona toca tres veces a la tercera puerta del baño de mujeres, en el tercer piso y dice "Hanako-san, Hanako-san, Hanako-san ¿Estás ahí, Hanako-san?", el espíritu contestará "Sí, estoy aquí". Si la persona entra podrá encontrar a una niña pequeña con falda roja.
Hanako-san se extendió entre los jóvenes japoneses como un reto de valor, o una novatada para nuevos alumnos, de manera similar a las escuelas occidentales con la leyenda de Bloody Mary en el mundo anglosajón o Verónica en España.

## Variaciones
Hanako-san, al igual que ocurre con muchas otras leyendas, sufre variaciones dependiendo del área o escuela, y es una leyenda muy extendida a través de Japón. Su aspecto también puede cambiar, pero suele ser una chica joven de pelo corto y viste una falda roja. Y su personalidad consiste en un espíritu maligno, bondadoso o simplemente travieso. Aquí variaciones dependiendo de las localizaciones.
Prefectura de Yamagata: Después de que Hanako-san conteste si se entra en el baño se encontrará un lagarto de tres cabezas que fingía la voz de la chica y este te comerá. 
Prefectura de Iwate: Tras llamar a Hanako-san una enorme mano blanca emerge de la puerta.
Prefectura de Kanagawa: Después de llamar aparecerá una mano manchada de sangre.

## En ficción

### Manga
- Hanako-san es uno de los personajes principales en el manga Hanako-san and the Teller of Allegory.
- Toire no Hanako-san es uno de los juegos de muerte a los que los estudiantes juegan en Kami-sama no Iutoori II.
- Hanako-san está mencionado en Volumen 1, Capítulo 4 de Iris Cero.
- Jibaku Shounen Hanako-kun, es un manga cuyo protagonista se basa en el fantasma de Hanako-San, pero es muy diferente a la leyenda en varias maneras,la diferencia más grande y notoria es que Hanako San es retratado como un  fantasma masculino, en vez de uno femenino.
- En el volumen 3, capítulo 20 de Jujutsu Kaisen aparece mencionada la leyenda de Hanako-san.

### Películas
- Hanako (1995)
- Shinsei toire No Hanako-san (1998)
- Hanako of the Toilet (2013)[1]

### Anime
- En el anime (y manga) Jibaku Shounen Hanako-Kun.
- Toire No Hanako-san
- Hanako hace un aspecto breve en Gakkuo no Kaidan.
- Hanako hace un aspecto breve en Ghost Stories.
- En episodio 10 del anime Kimi a Boku, Chizuru Tachibana se disfraza de Hanako-san para la casa del terror del festival escolar.
- En el anime Haunted Junction Hanako-san es un espíritu que "ayuda" a los chicos en el lavabo.
- En episodio 2 del anime Da Capo II, Hanako-san está mencionado como el espíritu que vaga por el baño de chicas.
- En episodio 5 del anime Mahoromatic, puede verse a Hanako-san.
- En episodio 2 de Hell Teacher Nūbē.
- En episodio 8 de Seitokai Yakuindomo, Hanako-san es mencionada mientras los estudiantes investigan el baño de su escuela.
- Alignment You! You! The Animation.
- En el episodio 1 de Re-Kan, Hanako es uno de los muchos amigos fantasma de Amami.
- En el anime (y manga) Kyoukai no Rinne el capítulo 5 trata sobre Hanako-san.
- En episodio 9 de Jujutsu Kaisen se menciona a Hanako-san como un mito de Japón al que temen las personas.

### Novelas visuales
- Hanako es el nombre de uno de los personajes principales de Katawa Shoujo. En un momento concreto otro personaje se refiere a ella como la "Chica de misteriosa del baño".
- Higanbana Ningún Saku Yoru ni es una historia que crea una leyenda similar a esta.

### Música
- Hanako - canción de la banda japonesa Atarashi Gakko!

## Curiosidades
- "Hanako" era un nombre muy común en Japón a mediados de 1950, cuando la leyenda empezó.[2]

- A pesar de lo que dice la leyenda original, Hanako-san no es maligna. Aun así, las leyendas variantes afirman lo contrario.
- Se dice que si no se limpia el baño de chicas, Hanako-san estará triste.
- Hanako-san es a menudo representada como una preadolescente de entre 10 y 12 años, aunque en la leyenda original es una joven de entre 13 y 14 años, siendo una adolescente.